# Villaz (Frankrijk)
Villaz is een gemeente in het Franse departement Haute-Savoie (regio Auvergne-Rhône-Alpes) en telt 2223 inwoners (2004). De plaats maakt deel uit van het arrondissement Annecy.

## Geografie
De oppervlakte van Villaz bedraagt 15,3 km², de bevolkingsdichtheid is 145,3 inwoners per km².
De onderstaande kaart toont de ligging van Villaz (Frankrijk) met de belangrijkste infrastructuur en aangrenzende gemeenten.

## Demografie
Onderstaande figuur toont het verloop van het inwonertal (bron: INSEE-tellingen).